# Villorba
Villorba est une commune italienne de la province de Trévise dans la région de Vénétie qui compte entre autres entreprises, CASA DELLA MANTOVANA, SO.VE.D.A., PROMAC, C.I.L.M.E. ou encore une filiale de l'entreprise Coventya. 

## Administration
| Période                                  | Période | Identité | Étiquette | Qualité |
| ---------------------------------------- | ------- | -------- | --------- | ------- |
|                                          |         |          |           |         |
| Les données manquantes sont à compléter. |         |          |           |         |

### Hameaux
Les hameaux de Villorba sont Carità, Catena, Fontane, Lancenigo, San Sisto (Località)

### Communes limitrophes
Arcade, Carbonera, Ponzano Veneto, Povegliano, Spresiano, Trévise